# Prism (album, Katy Perry)
Prism (stylizováno jako PRISM) je čtvrté studiové album zpěvačky Katy Perry.
Bylo vydáno 18. října 2013 ve vydavatelství Capitol Records, žánr je především pop, ale obsahuje i prvky R&B.
Album debutovalo na Billboard 200 s 286 000 prodánými kopiemi. Album vyvrcholilo číslo jedna v Austrálie, Kanadě, Irsku, Novém Zélandu a ve Velké Británii. Album Prism se stalo nejrychleji prodávající se album Katy Perry, druhé nejrychleji prodávající se v Austrálii v roce 2013.
Premiérou nového alba byla píseň "Roar", která byla vydána 10. srpna 2013 a píseň "Unconditionally" vydána 16. října 2013.

## Zveřejnění a propagace
Dne 29. července 2013 zlaté nákladní auto v Los Angles odhalilo jméno nového alba Prism. Později vydala dodatek alba PRISM DELUXE.

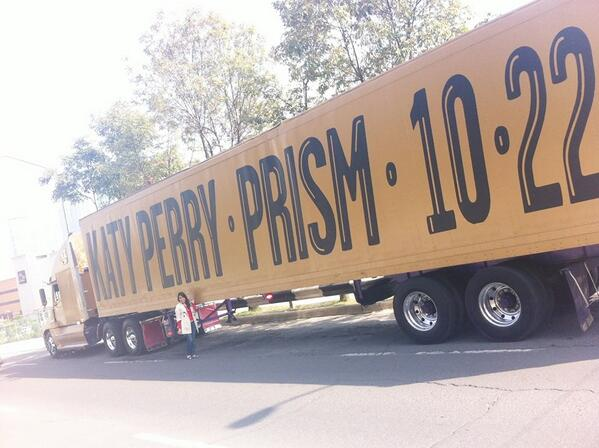
Nákladní auto s nápisem PRISM

## Písně

### Roar
"Roar" byl zveřejněn do proudu rádií 10. srpna 2013 jako vedení alba jeden, a její digitální vydání o dva dny později následoval. Komerčně, to byl úspěch, Billboard Hot 100 a grafy v Austrálii, Kanadě, na Novém Zélandu, a Spojené království. Píseň byla nominována na píseň roku a Nejlepší popové sólové vystoupení ocenění na 56. Grammy Awards.

### Unconditionally

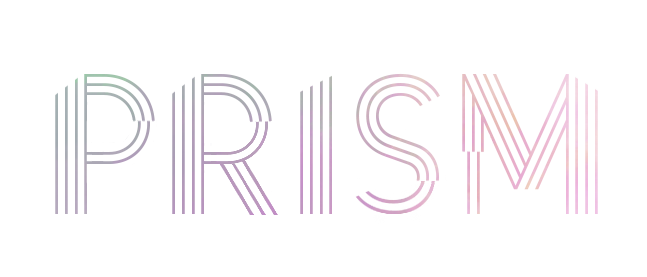
Logo alba Prism

"Unconditionally" byl vydán jako druhý singl alba 16. října 2013. Obecně obdržel příznivé recenze od kritiků, kteří ho chválili. Lyrický videoklip k písni byl propuštěn o dva dny po svém debutu, a oficiální videoklip byl propuštěn 19. listopadu 2013. "Unconditionally" vyvrcholil čísla 14 na Billboard Hot 100 a dosáhl vrcholu 30 v jednotlivých grafech Kanady a Německa a Top 10 v Itálii.

### Dark Horse
"Dark Horse" byl propuštěn 17. prosince 2013 jako třetí oficiální singl alba. Následující týden, píseň vyskočila na číslo čtyři. Prodalo se 243 000 kopií. Píseň trumfla Billboard Hot 100 chart dne 29. ledna 2014.

### Birthday
Dne 3. dubna 2014, "Birthday" byl oznámen jako čtvrtý oficiální singl alba. To debutovalo.

### This Is How We Do
"This Is How We Do" sloužil jako pátý oficiální singl z alba. Lyrický videoklip písně byl propuštěn 24. července 2014 a mezitím oficiální videoklip byl propuštěn o týden později. Píseň debutoval na čísle 88 na Billboard Hot 100 9. srpna 2014 a vyvrcholila na čísle 24.

## Seznam skladeb
| PRISM (Standardní Edice) | PRISM (Standardní Edice)   | PRISM (Standardní Edice)                                                       | PRISM (Standardní Edice)     | PRISM (Standardní Edice) |
| Pořadí                   | Název                      | Autor                                                                          | Producent(i)                 | Délka                    |
| ------------------------ | -------------------------- | ------------------------------------------------------------------------------ | ---------------------------- | ------------------------ |
| 1.                       | Roar                       | Katy Perry, Lukasz Gottwald, Max Martin, Bonnie McKee, Henry Walter            | Dr. Luke, Max Martin, Cirkut | 3:43                     |
| 2.                       | Legendary Lovers           | Perry, Gottwald, Martin, McKee, Walter                                         | Dr. Luke, Max Martin, Cirkut | 3:44                     |
| 3.                       | Birthday                   | Perry, Gottwald, Martin, McKee, Walter                                         | Dr. Luke, Max Martin, Cirkut | 3:35                     |
| 4.                       | Walking On Air             | Perry, Klas Åhlund, Martin, Adam Baptiste, Camela Leierth                      | Åhlund, Max Martin           | 3:42                     |
| 5.                       | Unconditionally            | Perry, Gottwald, Martin, Walter                                                | Dr. Luke, Max Martin, Cirkut | 3:48                     |
| 6.                       | Dark Horse (feat. Juicy J) | Perry, Jordan Houston, Gottwald, Sarah Theresa Hudson, Martin, Walter          | Dr. Luke, Max Martin, Cirkut | 3:35                     |
| 7.                       | This Is How We Do          | Perry, Åhlund, Martin                                                          | Åhlund, Max Martin           | 3:24                     |
| 8.                       | International Smile        | Perry, Gottwald, Martin, Walter                                                | Dr. Luke, Max Martin, Cirkut | 3:47                     |
| 9.                       | Ghost                      | Perry, Gottwald, Martin, McKee, Walter                                         | Dr. Luke, Max Martin, Cirkut | 3:23                     |
| 10.                      | Love Me                    | Perry, Martin, Christian "Bloodshy" Karlsson, Vincent Pontare, Magnus Lidehäll | Bloodshy                     | 3:52                     |
| 11.                      | This Moment                | Perry, Tor Erik Hermansen, Mikkel Storleer Eriksen,Benjamin Levin              | StarGate, Benny Blanco       | 3:46                     |
| 12.                      | Double Rainbow             | Perry, Sia Furler, Greg Kurstin                                                | Kurstin                      | 3:51                     |
| 13.                      | By the Grace of God        | Perry, Greg Wells                                                              | Wells, Katy Perry            | 4:27                     |
| Celková délka:           | Celková délka:             | Celková délka:                                                                 | Celková délka:               | 48:39                    |

| PRISM (Deluxe Edice) | PRISM (Deluxe Edice) | PRISM (Deluxe Edice)                          | PRISM (Deluxe Edice) | PRISM (Deluxe Edice) |
| Pořadí               | Název                | Autor                                         | Producent(i)         | Délka                |
| -------------------- | -------------------- | --------------------------------------------- | -------------------- | -------------------- |
| 14.                  | Spiritual            | Perry, Kurstin, John Mayer                    | Kurstin              | 4:35                 |
| 15.                  | It Takes Two         | Perry, Hermansen, Eriksen, Levin, Emeli Sandé | StarGate, Blanco     | 3:54                 |
| 16.                  | Choose Your Battles  | Perry, Jonatha Brooke, Wells                  | Wells, Perry         | 4:27                 |
| Celková délka:       | Celková délka:       | Celková délka:                                | Celková délka:       | 61:35                |

| PRISM (Japan Deluxe Edition) - bonusové skladby | PRISM (Japan Deluxe Edition) - bonusové skladby | PRISM (Japan Deluxe Edition) - bonusové skladby | PRISM (Japan Deluxe Edition) - bonusové skladby |
| Pořadí                                          | Název                                           | Producent(i)                                    | Délka                                           |
| ----------------------------------------------- | ----------------------------------------------- | ----------------------------------------------- | ----------------------------------------------- |
| 17.                                             | Roar (Cazzette Remix)                           | Dr. Luke Max Martin Cirkut Cazzette (remix)     | 5:22                                            |
| 18.                                             | Roar (instrumentál)                             | Dr. Luke Max Martin Cirkut                      | 3:43                                            |
| Celková délka:                                  | Celková délka:                                  | Celková délka:                                  | 70:40                                           |

## Žebříček
| Graf (2013-14)     | Vrchol pozice |
| ------------------ | ------------- |
| Austrálie          | 1             |
| Rakousko           | 3             |
| Belgie             | 5             |
| Kanada             | 1             |
| Česko              | 11            |
| Nizozemsko         | 4             |
| Francie            | 4             |
| Německo            | 4             |
| Maďarsko           | 10            |
| Irsko              | 1             |
| Itálie             | 5             |
| Mexiko             | 2             |
| Polsko             | 34            |
| Portugalsko        | 10            |
| Spojené království | 1             |
| USA                | 1             |